# Vlaškovci
Vlaškovci je naseljeno mjesto u sastavu općine Bosanska Dubica, Republika Srpska, BiH.

## Stanovništvo
| Vlaškovci          |              |
| godina popisa      | 1991.        |
| Srbi               | 315 (95,45%) |
| Hrvati             | 0            |
| Muslimani          | 0            |
| Jugoslaveni        | 14 (4,24%)   |
| ostali i nepoznato | 1 (0,30%)    |
| ukupno             | 330          |